# Kronološko redanje
Kronološko redanje, sustav razvrstavanja sadržajnih jedinica temeljen na njihovom vremenskom slijedu redoslijedom kojim su se odvijale unutar određenog vremenskog perioda.
Također je i dio povijesne znanosti uključujući povijest Zemlje i geokronološki zavisnih povezanih disciplina. Kada se upotrebljava za određene primjere, kronološko redanje smatra se uzastopnim nizom događaja kao što je kronika ili, posebice kada se upotrebljavaju grafički elementi, lenta vremena.
Može biti relativno (redanje povezanih događaja prema njihovom određenom odnosu, često korišteno u arheologiji gdje je nemoguće utvrditi točan datum) ili apsolutno (smještanje događaja na točne datume u kronološkom razdoblju). Ali čak i ova podjela nije u potpunosti jednoznačna uzimajući u obzir postojanje različitih kalendara.

### Povezana područja
Kronološko redanje bavi se smještanjem događaja u vremenu i oslanja se na kronometriju i histografiju koja se bavi proučavanjem pisanja povijesti i upotrebe povijesnih metoda. Utvrđivanje datuma uz pomoć metode ugljika C14 približno određuje starost nekoć živućih bića mjereći udio ugljikovog izotopa C14 u njihovom ukupnom ugljikovom udjelu. Dendrokronologija određuje starost drveća uspoređujući korelaciju prstenova u njihovom deblu da bi se doznala povijest klimatskih zbivanja nekog podneblja.

### Analiza kronološkog redanja
Mnoge predaje imaju običaj pridavanja nerealno dug život predhistorijskih junacima i vladarima (primjerice u egipatskoj kulturi, židovskoj, japanskoj), ako se broj izrečenih godina shvaća kao godine koje imaju više od 340 dana. Premda su kronološke podjele stvorene prije 1960. godine danas u velikoj mjeri upitne, noviji rezultati su snažniji nego što se to na prvi pogled istraživačima i zainteresiranim amaterima doima.

## Srodni tekstovi
- Abecedno redanje
- Sustavno redanje